# Ghislain Vidal
Pour les articles homonymes, voir Vidal.
Ghislain Vidal est un scénariste et un réalisateur français.

## Biographie
Ghislain Vidal est un scénariste et un réalisateur français de télévision, cinéma, théâtre (documentaire, fiction, docufiction, captation de théâtre, videoclip, publicité). 
Il a été directeur de la photographie.
Il a également réalisé des captations de théâtre.

## Filmographie

### Réalisateur
- 1980 : Engrenage, avec Gérard Dessalles

### Scénariste
- 1980 : Engrenage, avec Gérard Dessalles

### Docufictions
- Les Procès de l'Histoire (Injam Production), 6 docufictions de 52 minutes :

- L'affaire du Chevalier de la Barre
- L'affaire du Collier de la Reine
- L'affaire Henriette Caillaux
- L'affaire Nicolas Fouquet
- L'affaire du Duc d'Enghien
- L'affaire Gilles de Rais

Diffusion Cinaps TV et Toute l'Histoire en 2011.
- Bonaparte en Egypte (Injam Production) : 52 min

Diffusion France TV

### Documentaires de télévision
- Kezako, 10 Clips scientifiques pour enfants. Diffusion TF1
- Tcharkowsky, Documentaire TV de 52 minutes. Diffusion FR3
- Les femmes de Kadhafi, Documentaire 52 minutes. Diffusion FR3
- Femmes en armes, Documentaire 26 minutes.
- Libye éternelle, Documentaire 52 minutes.
- La carelie, Documentaire 52 minutes Diffusion FR3
- Les fauteuils du cœur, 52 minutes Diffusion RFO et FR3

### Courts métrages
- La Mouche, 15 min. Production Médium 5
- Les Trois Âges, 5 min. Production Médium 5
- Méli-Mélo-Manie, 2 min. Production Médium 5
- Une Souris Blanche, 11 min. Production Médium 5. Diffusion FR3
- Le Jour des Fous, 8 min. Production Médium 5. Diffusion FR3

### Publicités
- Radio 7 (30 s). Diffusion TV et cinéma
- Sécurité routière (30 s). Diffusion TV
- Kooshs (20 s). Diffusion TV
- Grenelle Sandwich. Diffusion cinéma

### Direction de la photographie
- Nadine, de Marc Salmon
- Petite poupée, d'Alain Cayrade
- Le Diable au cœur, de Laurent Louchet
- La Grande Frime, de Henri Zaphiratos

### Captations de Théâtre
- Trahisons, de Harold Pinter
- Des jours et des nuits, de Harold Pinter
- Joyeuses Pâques, de Jean Poiret
- André le Magnifique, de Michel Vuillermoz, Denis Podalydès, Rémy de Vos, Patrick Ligardes, Loïc Houdré, Isabelle Candelier

### Video Clips
- Human Race, avec Bono pour CBS. Diffusion FR3
- À cause de toi, avec Corynne Charby, pour RCA. Diffusion Télé Monte Carlo TMC
- Aujourd'hui plus qu'hier, avec Sophie Favier, pour Carrère. Diffusion FR2
- 40 Vidéo Clips, pour Toshiba en animation au Festival du Son 1985